# Liste der bangladeschischen Botschafter in Osttimor

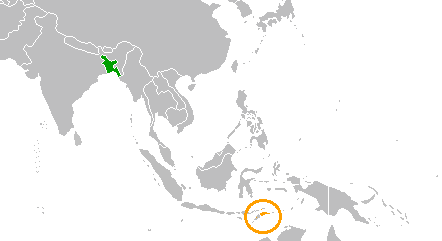
Bangladesch (grün) und Osttimor (orange)

Diese Liste führt die bangladeschischen Botschafter in Osttimor auf.
Der Botschafter Bangladeschs hatte zunächst seinen Sitz im indonesischen Jakarta und war außerdem für Papua-Neuguinea akkreditiert. Der 2021 akkreditierte Mohammed Tauhedul Islam ist aber Hochkommissar Bangladeschs in Singapur.

## Hintergrund
Bangladesch und Osttimor unterhalten freundschaftliche Beziehungen.

## Liste der Botschafter
| Name                    | Amtszeit       | Anmerkungen |             |
| Bangladesch             | Bangladesch    | Bangladesch | Bangladesch |
| ----------------------- | -------------- | --- | ----------- |
| ?                       |                | |             |
| Golam Mohammad          | ab 2012        | Akkreditierung: Januar 2012 |             |
| Nazmul Quaunine         | bis 2016       | Sitz in Jakarta, Akkreditierung auch für Indonesien                                                                                   |             |
| Azmal Kabir             | 2016/18 – 2020 | Ernennung: 24. Oktober 2016; Akkreditierung: 23. Februar 2018 Sitz in Jakarta, Akkreditierung auch für Indonesien und Papua-Neuguinea |             |
| Mohammad Tauhedul Islam | seit 2021      | Akkreditierung (virtuell): 11. November 2021 Sitz in Singapur                                                                         |             |